# Симпсон, Боб
Роберт Бэддели Симпсон (англ. Robert Baddeley Simpson; 3 февраля 1936, Марриквилл — 16 августа 2025, Сидней) — австралийский крикетист, капитан и тренер, оказавший значительное влияние на развитие австралийского крикета.

## Биография
После окончательного ухода с поля в 1978 году сосредоточился на тренерской деятельности. С 1986 по 1996 год был главным тренером сборной Австралии, превратив её в одну из сильнейших команд мира. Под его руководством Австралия выиграла Кубок мира 1987 года, вернула себе Эшес в 1989 году и победила Вест-Индию в 1995 году. Симпсон также работал тренером в английских графствах Лестершир и Ланкашир, а в 2005 году возглавил сборную Нидерландов, которую привёл к участию в Кубке мира 2007 года.
В 2006 году был включён в Зал славы австралийского крикета, а в 2013 году — в Зал славы Международного совета по крикету (ICC). В 1978 году награждён званием члена ордена Австралии, которое в 2007 году было повышено до офицера.
Скончался 16 августа 2025 года в возрасте 89 лет.

## Статистика в тестах
| Матчи | Раны  | Средний показатель | Столетия/половины | Высший результат | Викеты | Средний показатель боулинга | Лучшие боулинговые показатели | Ловли |
| ----- | ----- | ------------------ | ----------------- | ---------------- | ------ | --------------------------- | ----------------------------- | ----- |
| 62    | 4 869 | 46,81              | 10/27             | 311              | 71     | 42,27                       | 5/57                          | 110   |